# 小行星8567
小行星8567（英語：8567）是一颗围绕太阳公转的小行星。1996年4月23日，太空监视在基特峰发现了此天体。
这颗小行星的绝对星等为177.0799221811731等。